# Het collectief geheugen (radioprogramma)
Het Collectief Geheugen was een eenmalig radioprogramma op Studio Brussel dat in het najaar van 1999 door Frank Vander linden gepresenteerd werd. Ter gelegenheid van het einde van de 20ste eeuw en het aanbreken van het nieuwe millennium blikte het programma terug op 100 jaar geschiedenis van de 20ste eeuw via archiefopnames en passende nummers uit 30 jaar popmuziek. 
Het programma bestond grotendeels uit samples van beroemde uitspraken, interviews, toespraken of soms gewoon markante radio-uitzendingen uit het archief van de Vlaamse openbare omroep. Elke aflevering draaide rond één bepaald historisch thema. Vander linden leidde de fragmenten kort in en na afloop waren er dan bekende pophits te horen.